# Paradisio
Paradisio är en belgisk grupp inom dance. Gruppen bildades då producenterna Luc Rigaux och Patrick Samoy (även känd som "The Unity Mixer") mötte den spanska sångerskan Maria Isabel Garcia Asensio 1994, född 1970.
De hade 1997 en hit med låten Bailando.

## Diskografi
- "Vamos a la discoteca" (1995)
- "Bailando" (1996)
- "Bandolero" (1996)
- "Vamos a la discoteca" ny version 97 (1997)
- "Full Album" (1997)
- "Dime como" (1998)
- "Paseo" (1998)